# Liste der Naturdenkmale in Neuried (Baden)
| Naturdenkmale | Anzahl |
| ------------- | ------ |
| FND           | 0      |
| END           | 6      |
| Gesamt        | 6      |

Die Liste der Naturdenkmale in Neuried nennt die verordneten Naturdenkmale (ND) der im baden-württembergischen Ortenaukreis liegenden Gemeinde Neuried. In Neuried gibt es insgesamt sechs als Naturdenkmal geschützte Objekte, keines ist ein flächenhaftes Naturdenkmal (FND), alle sind Einzelgebilde-Naturdenkmale (END).
Stand: 1. November 2016.

## Einzelgebilde (END)
| Name                     | Bild | Kennung     | Einzelheiten | Position | Fläche Hektar | Datum         |
| ------------------------ | ---- | ----------- | ------------ | -------- | ------------- | ------------- |
| Alte Feldlinde           |      | 83171510001 | Neuried      | ???      | 0,0           | 3. Dez. 1958  |
| Alte Feldlinde           |      | 83171510002 | Neuried      | ???      | 0,0           | 3. Dez. 1958  |
| Alte Iffe (Flatterulme)  |      | 83171510004 | Neuried      | ???      | 0,0           | 3. Dez. 1958  |
| Linde                    |      | 83171510007 | Neuried      | ???      | 0,0           |               |
| Winterlinde bei Müllen   |      | 83171510005 | Neuried      | ???      | 0,0           | 3. Dez. 1958  |
| 3 Linden                 |      | 83171510006 | Neuried      | ???      | 0,0           | 11. März 1959 |
| Legende für Naturdenkmal |      |             |              |          |               |               |